# Provsäck

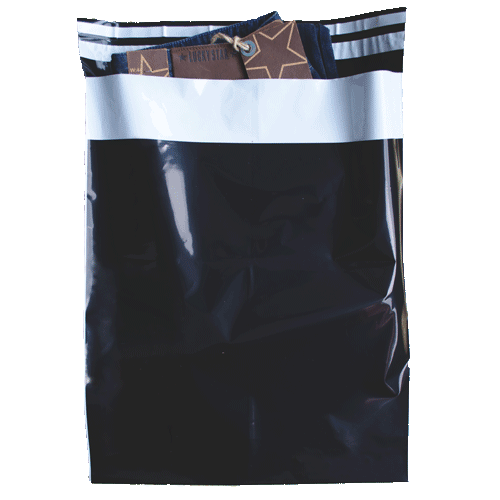
Svart provsäck med två klisterremsor och perforering.

Provsäck kallas ett slags papperssäck som används när man skickar föremål. Provsäcken brukar ha bälg i sidor och botten för att den vid behov ska kunna rymma mer. Vadderade provsäckar har stötdämpande bubbelplast för att minimera skador på innehållet.